# Vee-Jay Records

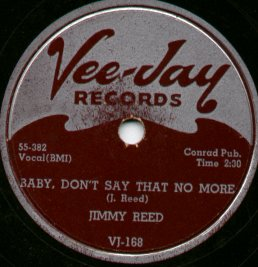
Un dels seus discs

Vee-Jay Records era una etiqueta de disc fundada durant els anys 1950, especialitzant-se en blues, jazz, rhythm and blues i rock and roll. Estava dirigida per afroamericans.

## Història
Vee-Jay es fundà a Gary (Indiana), el 1953 per Vivian Carter i James C. Bracken, un equip marit-i-muller que utilitzava les seves inicials per al nom. El germà de Vivian, Calvin Carter, era l'home de A&R de l'etiqueta.
Vee-Jay de pressa es convertia en una etiqueta de R&B essencial, amb la primera cançó enregistrada fent-lo a la part superior deu a les cartes de R&B nacionals. Vee-Jay Records sol·licitava la fallida l'agost de 1966. Els béns eren posteriorment adquirits per executius d'etiqueta Betty Chiapetta i Randy Wood.
El comandant actua sobre l'etiqueta durant els anys 1950 inclòs cantants de blues Jimmy Reed, Memphis Esvelt, i John Lee Hooker, i cantants d'hythm and blues com les Spaniels, Dells, i El Dorados. Els anys 1960 veien que l'etiqueta es convertia en una etiqueta d'ànima essencial amb Jerry Butler, Gene Chandler, Dee Clark, i Betty Everett que posava discs tant en el R&B com en cartes pop. Vee-Jay era també el primer per enregistrar The Pips, qui es convertia en Gladys Knight i el Pips el 1962, quan passaven a Discs de Fúria.
Els èxits més grans acudits en 1962-1964, amb l'ascendent de les Quatre Estacions i la distribució de primer material de Beatles ("From Me to You" i "Love Me Do" mitjançant Vee-Jay i "Twist and Shout", i "Do You Want to Know a Secret"? mitjançant la seva filial Tollie Records), perquè el capitoli de companyia dels Estats Units autònom d'EMI inicialment es negava a llançar discs de Beatles.